# Storthyngomerus potanodrilus
Storthyngomerus potanodrilus är en tvåvingeart som beskrevs av Jason Gilbert Hayden Londt 1998. Storthyngomerus potanodrilus ingår i släktet Storthyngomerus och familjen rovflugor. Inga underarter finns listade i Catalogue of Life.